# Salvador Velayos
Salvador Velayos Hermida (Lugo, 1908 – Madrid, 3 de junio de 1997) fue un físico, investigador y catedrático español, considerado una de las principales referencias en el campo del magnetismo.

## Trayectoria
Era hijo de Salvador Velayos González, director del Instituto de Lugo. Cursó el bachillerato en el Colegio de los Maristas y en el Instituto de Lugo. En 1924 se trasladó a Madrid para estudiar Ciencias Físicas en la Universidad Central de Madrid, residiendo en la Residencia de Estudiantes, donde más adelante ejerció como tutor y profesor auxiliar en asignaturas científico-experimentales.
Fue discípulo de Enrique Moles, Arturo Duperier y especialmente de Blas Cabrera, quien dirigió su tesis doctoral, titulada Paramagnetismo de algunos compuestos de elementos de tierras raras, defendida en 1934. Desde 1930 trabajó como profesor auxiliar en la Facultad de Ciencias de Madrid y fue becario del Instituto Nacional de Física y Química.
Velayos se especializó en ferromagnetismo, campo al que dedicó gran parte de su carrera investigadora. Realizó varios viajes por Alemania y, en 1934, obtuvo una beca de la Fundación Conde de Cartagena —gestionada por la Junta para Ampliación de Estudios e Investigaciones Científicas— para ampliar estudios en la Universidad de Múnich con el físico Walther Gerlach.
En febrero de 1936 obtuvo por oposición la cátedra de Física Teórica y Experimental de la Universidad de Valencia. Antes del estallido de la Guerra Civil ya había publicado diversos artículos en revistas científicas españolas y alemanas.

## Guerra Civil y represión franquista
Simpatizante de la República, durante la Guerra Civil Española trabajó en el Instituto Nacional de Física y Química en el desarrollo de fonolocalizadores, dispositivos destinados a detectar bombardeos en distancia y dirección, con fines de defensa antiaérea. Esta colaboración fue utilizada posteriormente en su contra, acusándolo de haber contribuido al retraso de la victoria de los sublevados.
Al finalizar la guerra fue sometido a consejo de guerra por presunta rebelión, del que resultó absuelto. También evitó sanciones como funcionario del Instituto Nacional de Física y Química. Sin embargo, fue sancionado por el Tribunal Especial de la Universidad de Valencia. Pese a las declaraciones favorables de colegas como Julio Palacios, entonces vicerrector de la Universidad de Madrid, se le impuso una suspensión de empleo y sueldo por dos años y la inhabilitación para ejercer cargos directivos o de confianza. Esta sanción se concretó en un traslado forzoso a la Universidad de Valladolid.

## Carrera posterior
Velayos permaneció en Valladolid durante quince años, donde impartió Física General y formó un grupo de investigación sobre magnetoquímica de sales de níquel y otras sustancias. En 1956 regresó a Madrid tras ganar por oposición la cátedra de Electromagnetismo en la Universidad Complutense de Madrid.
Pese a las dificultades derivadas de la represión y del exilio de sus maestros, continuó su actividad investigadora en el Consejo Superior de Investigaciones Científicas (CSIC). Entre 1946 y 1947 trabajó en la Universidad de Harvard, donde colaboró con el físico y premio Nobel John Hasbrouck van Vleck. En 1955 accedió a la cátedra de Física Teórica y Experimental de la Universidad de Madrid y fundó una sección de magnetismo dentro del CSIC. Permaneció en el cargo hasta su jubilación en 1978.

## Legado y reconocimientos
- Da nombre al Instituto de Magnetismo Aplicado (IMA), gestionado por ADIF y la Universidad Complutense de Madrid.[6]

- Desde 2018, una glorieta situada junto a la avenida Complutense de Madrid lleva su nombre: Glorieta de Salvador Velayos Hermida.[7]

- El Club Español de Magnetismo (CEMAG) creó en 2008 el Premio de Magnetismo Salvador Velayos, de carácter bienal.[8]

- En 1997 se le concedió a título póstumo la Gran Cruz de la Orden Civil de Alfonso X el Sabio.[9]

## Obras destacadas
- El magnetismo de la materia (1944, con Blas Cabrera)
- Temas de física III: electromagnetismo (1976)
- Introducción al magnetismo (2008, publicación póstuma)
- Propiedades magnéticas de películas de cobalto de elevada dispersión
- Coercitividad de películas electrolíticas de Co y Ni entre 10 y 10000 Å
- Efectos magnetoelásticos y procesos de emanación del amorfo Ni₄₀Fe₄₀P₁₂B₈
- Estudio magnético del MnSO₄ y de algunas tierras raras (1931)
- Widerstand, spontane Magnetisierung und Curiepunkt von Nickel (1936, con Gerlach y Bittel)